# Хасаново (Баймацький район)
Хаса́ново (рос. Хасаново, башк. Хәсән) — присілок у складі Баймацького району Башкортостану, Росія. Входить до складу Татлибаєвської сільської ради.
Населення — 57 осіб (2010; 38 в 2002).
Національний склад:
- башкири — 100%